# Verrallina embiensis
Verrallina embiensis är en tvåvingeart som först beskrevs av Huang 1968.  Verrallina embiensis ingår i släktet Verrallina och familjen stickmyggor. Inga underarter finns listade i Catalogue of Life.